# Claire L’Heureux-Dubé
Claire L’Heureux-Dubé CC (* 7. September 1927 in Quebec, Ontario, Kanada) ist eine kanadische Rechtswissenschaftlerin, Richterin und Hochschullehrerin. Sie war die erste Richterin am Quebec Superior Court und am Quebec Court of Appeal und 1987 war sie die zweite Richterin am Obersten Gerichtshof von Kanada.

## Leben und Werk
L’Heureux-Dubé war das älteste Kind von vier Kindern eines Zoll- und Einwanderungsinspektor und einer Mutter, die an Multipler Sklerose litt. Nach dem Schulbesuch im Monastère des Ursulines, Rimouski nahm sie eine Stelle im Büro einer Lebertranverarbeitungsanlage in Rimouski an. Sie begann 1948 ihr Studium am Collège Notre-Dame de Bellevue in Quebec. Nachdem sie dort einen Bachelor of Arts erworben hatte, schloss sie 1951, im ersten Jahrzehnt, in dem Frauen in Quebec als Anwältin praktizieren durften, die juristische Fakultät der Laval-Universität mit Auszeichnung ab. Um ihr Jurastudium zu finanzieren, arbeitete sie die gesamten drei Jahre als Sekretärin bei Sun Trust.
1952 wurde sie als Anwältin in Quebec zugelassen. Von 1952 bis 1973 arbeitete sie in den Anwaltskanzleien bei Sam S. Bard, L’Heureux & Philippon, Garneau, Tourigny, St-Arnaud & Associates. Die ersten fünfzehn Jahre verbrachte sie in einer nichtspezialisierten Allgemeinpraxis mit Vertragsgestaltung, Immobilienübertragung, Firmengründung und Inkasso von Schulden. Als das Scheidungsgesetz von 1968 den Einwohnern von Quebec erstmals eine Ehescheidung ermöglichte, gehörte zu den ersten Anwältinnen in Quebec, die Scheidungsfälle bearbeiteten.
Von 1968 bis 1970 war sie Beraterin der Anwaltskammer von Quebec und von 1970 bis 1973 Dozentin für Familienrecht in Quebec. 1973 wurde sie als eine der ersten Frauen als Richterin an den Obersten Gerichtshof von Quebec berufen. Während ihrer Amtszeit war sie Mitglied der Königlichen Untersuchungskommission des Ministeriums für Arbeitskräfte und Einwanderung und leitete den Ausschuss für Familienrecht und den Ausschuss für Familiengerichte des Quebec Civil Code Revision Office.
Im Oktober 1979 wurde sie als einzige Frau als Richterin am Quebec Court of Appeal ernannt und schrieb in acht Jahren 1200 Urteile. 1981 war sie Mitherausgeber eines Buches über Familienrecht mit dem Titel Family Law: Dimensions of Justice. Im April 1987 bot ihr Premierminister Brian Mulroney eine Stelle am Obersten Gerichtshof Kanadas an. Dort war sie bis zu ihrem Ruhestand 2002 als Richterin tätig und übernahm dann eine Position als Judge in Residence an der Universität Laval in Quebec.
Sie war von 1958 bis zu seinem Tod 1978 mit Arthur Dubé verheiratet, mit dem sie einen Sohn und eine Tochter bekam.

## Mitgliedschaften, Vorsitz und Präsidentschaften (Auswahl)
- Mitglied der Canadian Bar Association
- Mitglied des Canadian Institute for the Administration of Justice
- 1967–1973: Mitglied des Conseil Consultatif de l’Administration de la Justice der Provinz Québec
- 1968–1970: Delegierte im Generalrat der Anwaltskammer von Quebec
- 1970–1973: Vizepräsidentin des Canadian Consumers Council
- 1972–1973: Vizepräsidentin des Vanier Institute of the Family
- 1972–1976: Präsidentin des Familienrechtsausschusses und des Familiengerichtsausschusses des Quebec Civil Code Revision Office
- 1977: Mitglied des Vorstands der International Society on Family Law; Vizepräsidentin (1982–1988)
- 1981–1983: Präsidentin der International Commission of Jurists (kanadische Sektion)
- 1980–1984: Mitglied des Nationalrats der Canadian Human Rights Foundation
- Mitglied des Quebec Association of Comparative Law; Präsidentin (1984–1990)
- 1985: Vorsitzende der Redaktion The Canadian Bar Review
- Assoziiertes Mitglied der International Academia of Comparative Law
- 1995: Mitglied des American Law Institute
- 1998: Präsidentin der International Commission of Jurists, Genf

## Auszeichnungen (Auswahl)
- 1969: Ernennung zur Kronanwältin der Provinz Quebec
- 1986: Gloire de l’Escolle-Medaille der Laval-Universität
- 1996: Canadian Award des kanadischen Hadassah-WIZO
- 1997: Prix de la Justice
- 1998–2002: Margaret Brent Women Lawyers of Achievement Award, American Bar Association Commission on Women in the Profession
- 2002: Yves Pélicier Award der International Academy of Law and Mental Health
- 2003: Companion des Order of Canada[2]
- 2003: Les Assises-Preis der Canadian Bar Association
- 2004: Großoffizier des Ordre national du Québec (GOQ)

### Ehrendoktorwürde
- 1981: Ehrendoktorwürde der Dalhousie University
- 1983: Universität Montreal
- 1984: Université Laval
- 1988: Universität Ottawa
- 1989: Université du Québec à Rimouski
- 1994: Universität Toronto
- 1995: Queen’s University
- 1996: Gonzaga University
- 2000: University of Windsor
- 2001: York University
- 2001: Concordia University[3]